# ГЕС Mǎdǔshān
ГЕС Mǎdǔshān (南沙水电站) — гідроелектростанція на півдні Китаю у провінції Юньнань. Знаходячись після ГЕС Nánshā, наразі становить нижній ступінь каскаду на річці Хонгха, яка біля Хайфона впадає у Тонкінську затоку Південнокитайського моря. При цьому нижче по течії китайцями заплановане будівництво ще двох гідроелектростанцій.
У межах проєкту річку перекрили греблею з ущільненого котком бетону висотою 106 метрів, яка утримує водосховище з об'ємом 515 млн м3 (під час повені, максимальний об'єм у звичайних умовах — 482 млн м3), у тому числі корисний об'єм 260 млн м3. Рівень поверхні цієї водойми в операційному режимі може коливатись між позначками 199 та 217 метрів НРМ, а під час повені зростати до 220,5 метрів НРМ.
Розташований на лівому березі Хонгхи за 0,35 км від греблі наземний машинний зал обладнали трьома турбінами потужністю по 96 МВт, які забезпечують виробництво 1314 млн кВт·год електроенергії на рік.